# Kropyvnyckyj
Kropyvnyckyj (ukrajinsky Кропивницький, Kropyvnyckyj) je město (do července 2020 město oblastního významu) ve střední Ukrajině; leží na řece Inhul nedaleko jejího prameniště. Je centrem Kirovohradské oblasti. V roce 2010 zde žilo 244 000 obyvatel, v roce 2022 už méně než 220 tisíc. Původním názvem Jelizavetgrad, byl založen během vlády ruské carevny a imperátorky Alžběty (Jelizavety) Petrovny (dcery Petra Velikého). Od roku 1939 se nazýval Kirovograd, ukrajinsky Kirovohrad (po sovětském komunistickém politikovi Sergeji Kirovovi), než byl roku 2016 přejmenován na současný název na počest ukrajinského předválečného literáta Marka Kropyvnyckého. Správní oblasti ovšem zůstal název původní.

## Historie
Tato oblast byla po mnoho staletí obývána záporožskými kozáky, založili zde osady Kuščyvka, Zavadivka a Velyka Balka, které se později staly městskými částmi

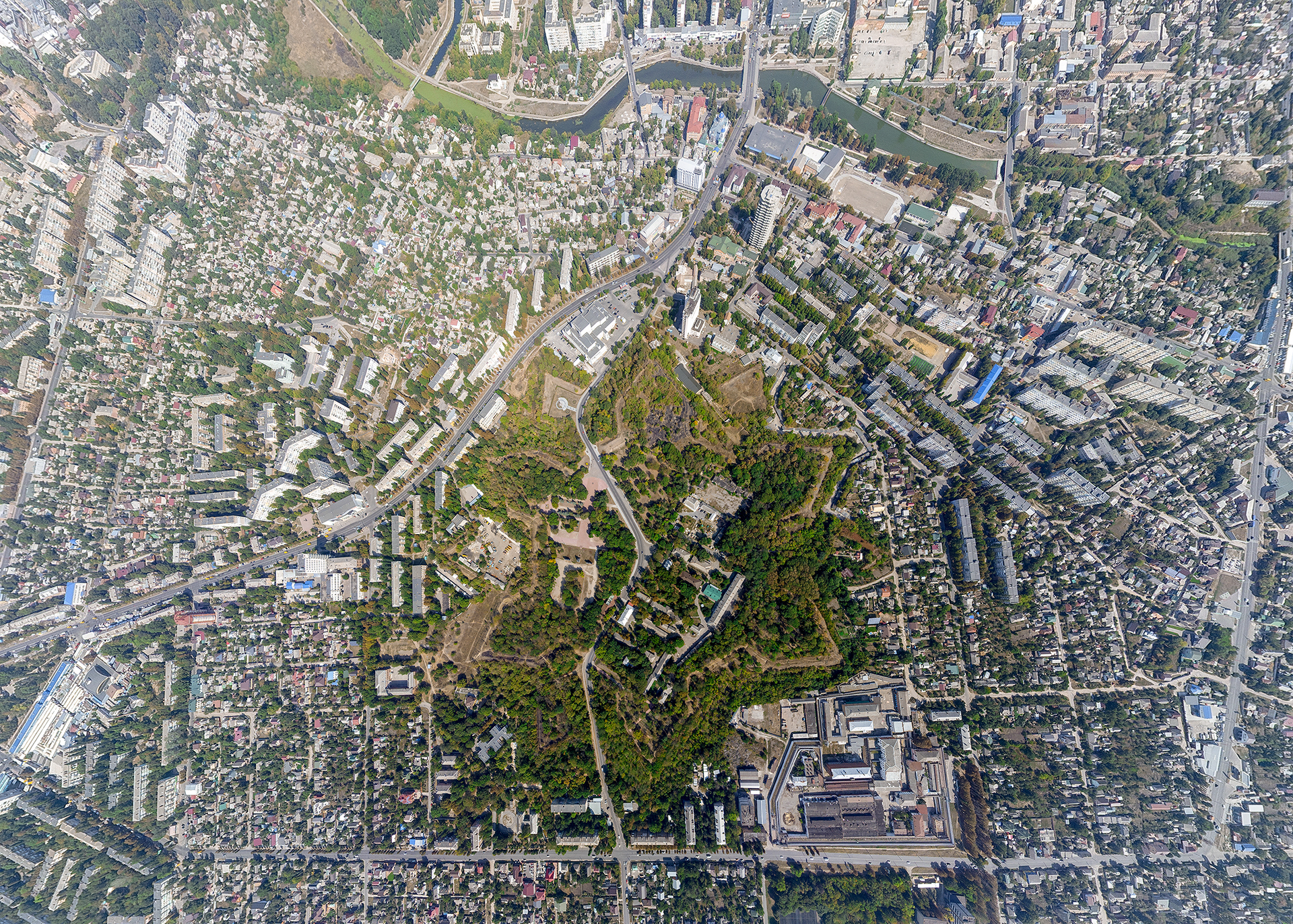
Moderní pohled shora

Historie Kropyvnyckého začíná založením pevnosti svaté Alžběty, kterou postavili kozáci (1390 mužů) v roce 1754 na ochranu Nového Srbska na příkaz carevny Alžběty I. Petrovny. Kozáci dokončili hlavní práce za čtyři měsíce, od června do října 1754. Během prací zemřelo 72 kozáků, 233 jich onemocnělo a 855 uprchlo do Siče. Pevnost hrála důležitou roli v nových zemích, které Rusko získalo po Bělehradské mírové smlouvě v roce 1739. V roce 1764 získala osada status centra provincie, roku 1784 se stala okresním městem. Přitom byla přejmenována na Jelizavetgrad. 
Pevnost sv. Alžběty se zúčastnila bojů pouze jednou. Stalo se tak během rusko-turecké války (1768–1774), jejíž první část začala v roce 1769 tažením krymského chána Kirima Gireje na území Nového Srbska. Dne 4. ledna jím vedená turecko-tatarská armáda o síle 70 000 mužů překročila hranici a 7. ledna se zastavila u pevnosti, kde se s posádkou a místními obyvateli ukrýval generál Isakov. Krymští nájezdníci plenili okolní vesnice a zotročovali místní obyvatele, ale obránci města tatarské útoky úspěšně odrazili a útočníky zahnali. To bylo poslední válečné tažení krymských Tatarů.

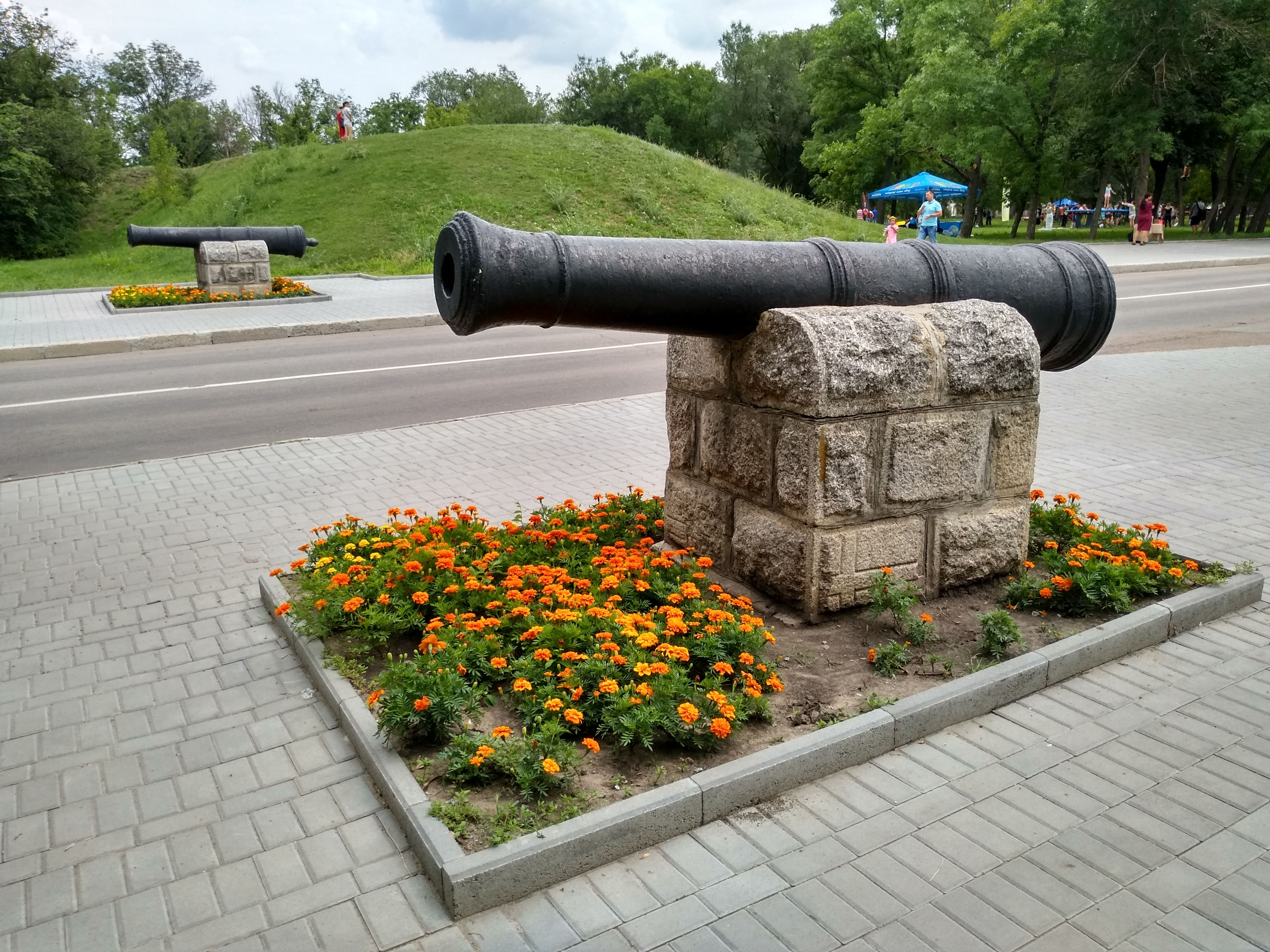
Děla u bývalé hlavní brány

Po roce 1775 pevnost sv. Alžběty definitivně ztratila svůj obranný význam. V roce 1784 byla pevnost zlikvidována a veškeré dělostřelectvo bylo převezeno do Chersonu. Pevnost byla odzbrojena postupně během několika let. V roce 1794 zde bylo ještě uloženo 162 děl, která sloužila 277 střelcům. Děla a dělostřelecká munice se převážely do pohraničních měst, hlavně do Chersonu. V dubnu 1795 bylo 5 děl odesláno do Novomyrhorodu. V bývalé pevnosti se dochovala pouze dvě děla – jsou instalována na kamenných podstavcích u bývalé hlavní brány.
K úplnému zrušení statutu pevnosti došlo 15. března 1805. Posádka byla rozpuštěna, ale v kasárnách dlouhá léta sídlil prapor vojska (tři roty). Jeho obrys se stal znakem města.
V 19. století náleželo město do Chersonské gubernie a ke konci století procházelo rychlým rozvojem. Od roku 1939, kdy bylo přejmenováno na Kirovohrad, je centrem Kirovohradské oblasti.
Pevnost byla založena při křižovatce obchodních cest, a stala se tak významným obchodním střediskem. Měla právo čtyřikrát do roka pořádat trh. Tyto trhy navštěvovali obchodníci z celé Ruské říše i jiných zemí (obzvláště z Řecka).
Město se stalo místem jednoho z prvních pogromů po smrti Alexandra II. Roku 1882 zde bylo založeno první profesionální ukrajinskojazyčné divadlo.

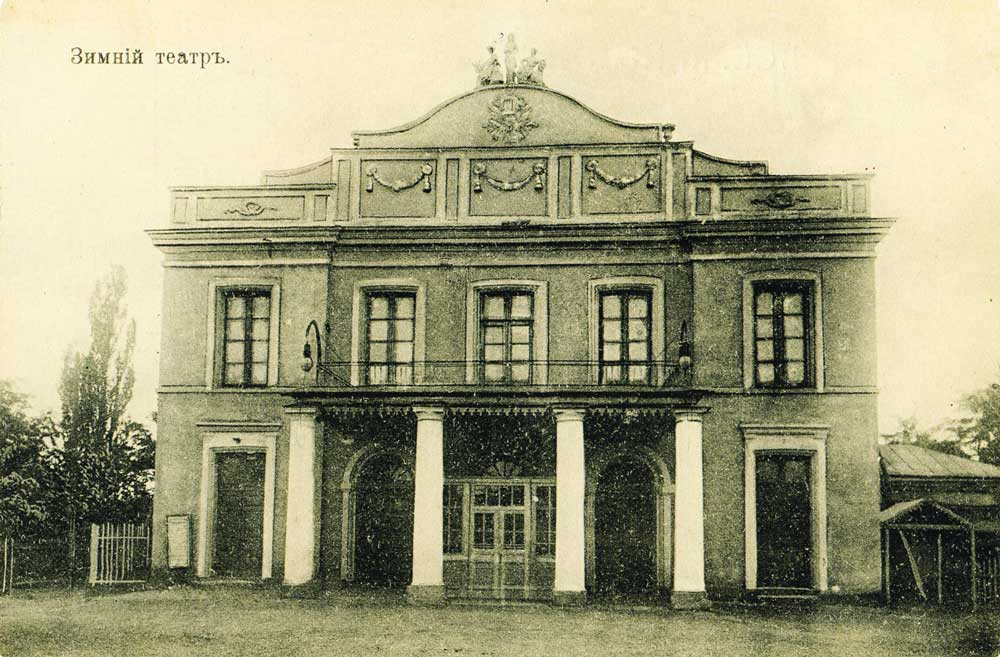
Divadlo koryfejů

V letech 1897–1941 zde fungovala tramvajová doprava, později nahrazená trolejbusy.
Za sovětsko-ukrajinské války v roce 1920 zde byla již potřetí nastolena sovětská moc.
Během Hladomoru a čistek zemřelo 2238 obyvatel města.
Za druhé světové války bylo město od 5. srpna 1941 okupováno nacistickým Německem. Následně bylo 8. ledna 1944 opět dobyto sovětskými vojsky.
Dva roky po začátku ruské agrese na východě Ukrajiny bylo město přejmenováno na počest zakladatele prvního ukrajinského profesionálního divadla, které ve městě vzniklo, Marka Kropyvnyckého.
Během ruské invaze na Ukrajinu začalo město trpět pravidelným ostřelováním ze strany ruské armády.

### Pojmenování
Kropyvnyckyj v průběhu své historie několikrát změnil jméno:
- 1784 – Jelizavetgrad (rusky Елиcаветград, Jelisavetgrad – pojmenováno podle carevny Alžběty (Jelizavety) Petrovny)
- 1924 – Zinovjevsk (ukrajinsky Зінов'євськ, rusky Зиновьевск – po bolševickém předákovi a zdejším rodákovi Grigoriji Zinovjevovi)
- 1934 – Kirovo (ukrajinsky Кірово, rusky Кирово – po komunistickém politikovi Sergeji Kirovovi)
- 1939 – Kirovograd (rusky Кировоград, rozšířeno o -grad, „město“); po vzniku nezávislé Ukrajiny Kirovohrad (Кіровоград)
- 2016 – Kropyvnyckyj (ukrajinsky Кропивницький – po spisovateli Markovi Kropyvnyckém, který pocházel z této oblasti a spoluzaložil zdejší divadlo)

## Aktuální situace
Kropyvnyckyj je oblastním městem a průmyslovým centrem. Působí zde technická univerzita. Sídlí tu také známá továrna na vodku Artemida. Kropyvnyckyj leží na mezinárodní silnici E50 vedoucí z Francie přes Prahu, Užhorod, Ternopil, Umaň a Dnipro do Ruska a na železniční trati Pomična – Znamjanka, která je součástí hlavního tahu Oděsa – Charkov/Dnipro. Městská hromadná doprava je zajišťována trolejbusy (od roku 1967), autobusy a maršrutkami.

## Slavní rodáci

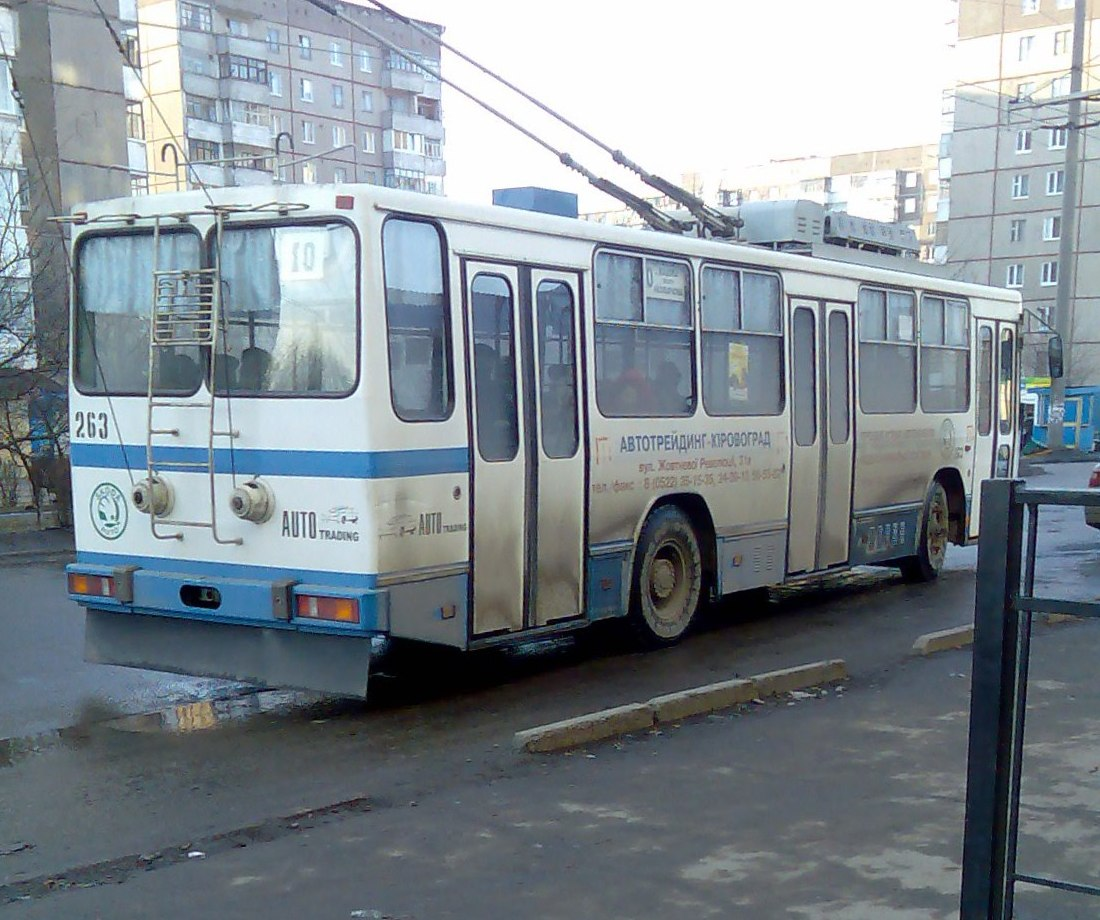
Trolejbusové dopravě v Kropyvnyckém hrozil na počátku 21. století zánik: z 11 linek zbyly pouhé 2. V roce 2018 fungovaly 4 linky.

- Olesja Dudnik – sovětská gymnastka
- Moses Gomberg – chemik
- Boris Hessen – historik vědy
- Andrej Kančelskis – rusko-ukrajinský fotbalista
- Arkadij Maslov – komunistický politik
- Julij Mejtus – ukrajinský hudební skladatel.
- Heinrich Neuhaus – sovětský pianista a pedagog
- Jurij Oleša – spisovatel
- Afrikan Spir – novokantovský filosof
- Alexej Stepanovič Suetin – sovětský šachový velmistr a spisovatel
- Arsenij Tarkovskij – ruský básník
- Volodymyr Vynnyčenko – ukrajinský politik a spisovatel
- Grigorij Zinovjev (roz. Hirš Apfelbaum) – bolševický revolucionář a komunistický politik

## Partnerská města
- Dobrič, Bulharsko
- Krefeld, Německo (2023)
- Pavlodar, Kazachstán
- Šao-sing, Čína (2018)